# Прюфер, Клеменс
Клеменс Прюфер (нем. Clemens Prüfer; род. 13 августа 1997, Росток, Мекленбург — Передняя Померания) — немецкий легкоатлет, специалист по метанию диска. Выступает за сборную Германии по лёгкой атлетике с 2014 года, серебряный призёр юношеских Олимпийских игр, победитель национального чемпионата, участник летних Олимпийских игр в Токио.

## Биография
Клеменс Прюфер родился 13 августа 1997 года в Ростоке. Происходит из спортивной семьи, в частности его мать Корнелия Прюфер выступала в академической гребле.
Занимался лёгкой атлетикой в Потсдаме, проходил подготовку в местном одноимённом клубе SC Potsdam под руководством тренера Йорга Шульте.
Впервые заявил о себе на международном уровне в сезоне 2014 года, когда вошёл в состав немецкой национальной сборной и выступил на юношеских Олимпийских играх в Нанкине, где в зачёте метания диска стал серебряным призёром. Также стартовал здесь в смешанной эстафете 8 × 100 метров — с командой 046 занял в финале последнее девятое место.
В 2016 году в метании диска занял пятое место на юниорском мировом первенстве в Быдгоще.
В 2017 году в той же дисциплине выиграл бронзовую медаль на молодёжном европейском первенстве в Быдгоще (60,08).
На молодёжном европейском первенстве 2019 года в Евле метнул диск на 62,15 метра и получил серебро.
В августе 2020 года с результатом 62,97 одержал победу на чемпионате Германии в Брауншвейге.
В мае 2021 года на домашних соревнованиях в Галле установил свой личный рекорд — 67,41 метра. Выполнив олимпийский квалификационный норматив (66,00), удостоился права защищать честь страны на летних Олимпийских играх в Токио — в финале метания диска показал результат 61,75 метра, расположившись в итоговом протоколе соревнований на 11-й строке.
Его старший брат Хеннинг Прюфер так же выступает за сборную Германии — в толкании ядра и метании диска.